# Batalla de Antioquía (218)
La batalla de Antioquía fue librada el 8 de junio de 218 en los alrededores de Antioquía, capital de la provincia romana de Siria, entre el ejército romano del emperador Macrino y el del pretendiente Heliogábalo. El general Gannys, comandante de las tropas del joven pretendiente, venció en la batalla, y Heliogábalo se convirtió en emperador.

## Antecedentes
En 217 Caracalla fue asesinado durante una campaña contra los partos por Justino Marcial, un soldado ofendido por no haber sido promovido al cargo de centurión. El ejército había aclamado entonces a Macrino como emperador. La madre y la tía de Caracalla, Julia Domna y Julia Mesa, sostuvieron la candidatura del Heliogábalo, sobrino de Caracalla de catorce años, haciéndole pasar como hijo ilegítimo del emperador asesinado.
La política de Macrino no había logrado el favor del ejército: el emperador se vio obligado a aceptar una onerosa paz con los partos y, como consecuencia, había reducido la paga de los soldados. La opinión general sobre las negociaciones fue de menosprecio, y Macrino fue tachado de cobardía y debilidad. El 16 de mayo, la legión III Gallica, que estaba en Emesa, proclamó emperador a Heliogábalo, aniquilando la unidad de caballería comandada por Ulpino Juliano y enviada por Macrino. El emperador, arrepintiéndose de su política precedente, pagó un donativo a las tropas, y lideró el ataque sobre Emesa, llevado a cabo por la II Parthica que, sin embargo, fracasó, y Macrino se retiró a Antioquía.

## Batalla
La batalla tuvo lugar el 8 de junio de 218. Los ejércitos de Heliogábalo, dirigidos por Gannys, un comandante novato pero determinado, se enfrentaron con la guardia pretoriana de Macrino en una batalla campal estrechamente reñida. Antes de la batalla Macrino hizo que la guardia pretoriana dejara de lado sus petos de armadura con escamas y sus escudos acanalados en favor de escudos ovales más ligeros y fáciles de manejar, negando también las ventajas de los lanceros ligeros partos (lanciarii).  A pesar de la superioridad numérica del ejército de Gannys, de al menos dos legiones completas, frente a las de Macrino, el enfrentamiento se inició con ventaja de Macrino, con los soldados de Gannys tratando de retroceder después de que la Guardia pretoriana consiguiera romper la línea enemiga. En algún momento durante la retirada, Julia Mesa y Soemia Basiana, la madre de Heliogábalo, se unieron al combate, reuniendo las fuerzas, mientras Gannys, que estaba a caballo, dirigía la carga contra el enemigo, poniendo así fin a la retirada y renovando el asalto. En este punto Macrino, por temor a la derrota, huyó a la ciudad de Antioquía.
La legión II Parthica abandonó a Macrino y junto con otras tropas se pasó a Heliogábalo. Las fuerzas del joven miembro de la dinastía de los Severos, se trasladó a Antioquía. El 8 de junio Macrino fue derrotado y abandonado por sus tropas.

## Consecuencias
Una vez vencido, Macrino se dio a la fuga, pero fue reconocido por el centurión Marciano Tauro en Calcedonia sobre el Bósforo, y fue detenido y decapitado. Su cuerpo permaneció insepulto hasta que Heliogábalo tuvo oportunidad de examinarlo. El hijo de Macrino, Diadumeniano corrió una suerte similar tras ser capturado en Zeugma.